# Wyspa (obwód iwanofrankiwski)
Wyspa (ukr. Виспа) – wieś na Ukrainie w rejonie rohatyńskim obwodu iwanofrankiwskiego. Jest rodową siedzibą rodziny Wyspiańskich herbu Bończa (krewnych m.in. Stanisława Wyspiańskiego).

## Zamek
We wsi znajdował się zamek (obecnie na jego miejscu jest cmentarz), z daleka widać wyraźnie umocnione fortyfikacje starego drewnianego zamku (mury, wieże).

## Linki zewnętrzne

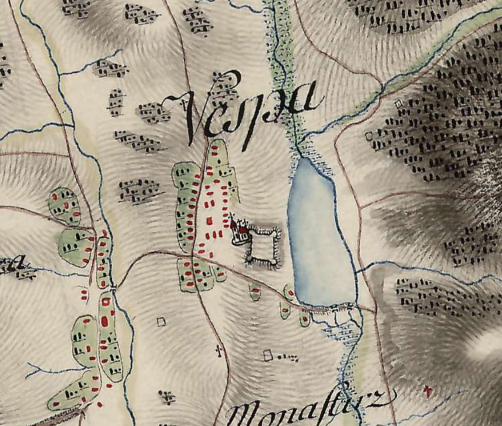
Wieś na mapie XVIII w. von Miga. Widać wyraźnie, że drewniany fort zamkowy stał na miejscu obecnego cmentarza